# OneAmerica Tower

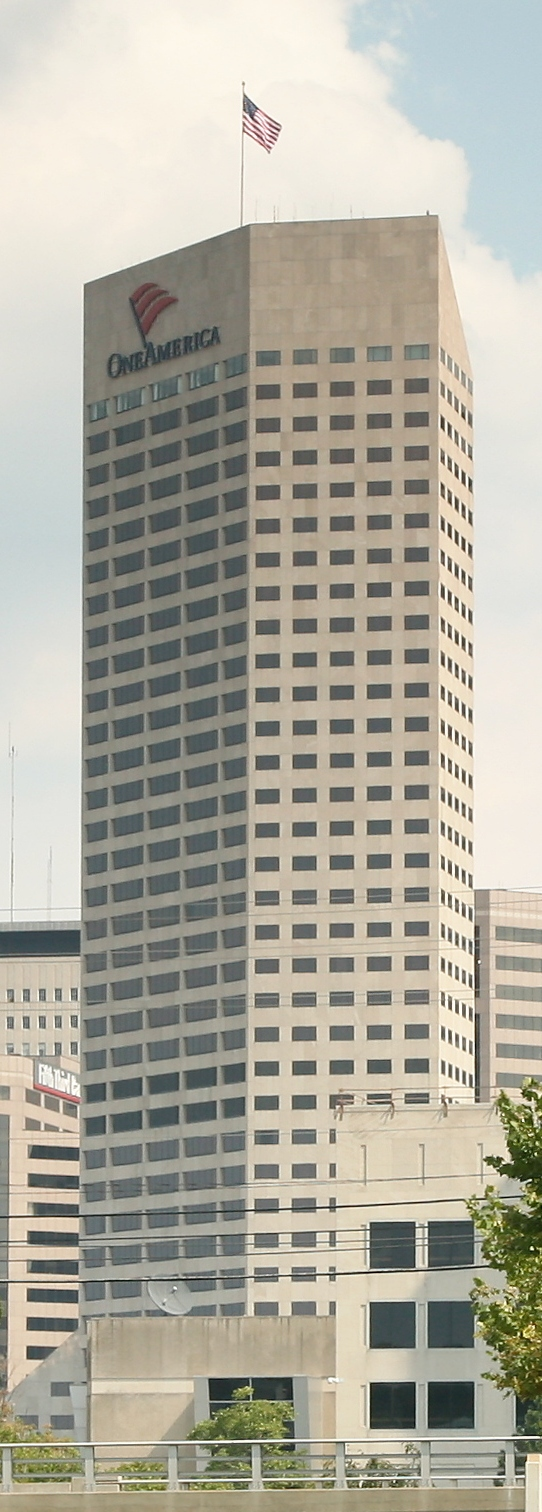
OneAmerica Tower, 2009, vom Westen aus gesehen

OneAmerica Tower (früher American United Life Insurance Tower oder kurz AUL Tower) ist ein in den Achtzigern errichtetes Hochhaus in der US-amerikanischen Stadt Indianapolis, der Hauptstadt des Bundesstaats Indiana. Der OneAmerica Tower erstreckt sich über 38 Geschosse über der Erde bei einer Höhe von 162,46 Metern und ist damit das zweithöchste Gebäude der Stadt.
Der OneAmerica Tower liegt im Zentrum von Indianapolis in der Nähe des südöstlich liegenden Monument Circle. Der Block, auf dem das Gebäude gebaut wurde, wird umfasst von der New York Street im Norden, der Illinois Street im Osten, der Ohio Street im Süden und der Capitol Avenue im Westen. Die Adresse lautet 1 American Square. 
Das Hochhaus wurde von Skidmore, Owings and Merrill als Hauptquartier der American United Life Insurance Company entworfen. Bei seiner Fertigstellung im Jahr 1982 war es das höchste Gebäude von Indianapolis und verblieb als solches, bis im Jahr 1990 der Chase Tower errichtet wurde.
Das Gebäude hat ein Stahlskelett und eine Fassade aus hellbraunem Indiana-Kalkstein. Der eigentliche Turm befindet sich in der südöstlichen Ecke des Blocks. Die Seite mit dem Haupteingang schaut gegen Südosten. Der Grundriss des Turmes hat die Form eines in die Breite gezogenen Hexagons. Vom achten Stock aus führen zwei kleine Seitenflügel in Stufen nach unten. Der Haupteingang befindet sich in einer drei Geschosse hohen glasbedeckten Vorhalle.